# 7. juni-plassen
7. juni-plassen udenfor Udenrigsdepartementet i Oslo har fået sit navn til minde om unionsopløsningen i 1905. 
På pladsen står Nils Aas' statue af kong Haakon VII som blev Norges første konge efter unionstiden.
7. juni blev også en mærkedag for kong Haakon VII i to andre år. Han forlod Norge efter tyskernes invasion på denne dag i 1940. Han returnerede også på denne dag i 1945 efter at 2. verdenskrig var slut.
Tidligere var der en meget brugt udendørs restaurant på pladsen, men efter ombygnigen af Nationaltheatret Station, som ligger under pladsen, blev der ikke givet plads til en sådan restaurant.